# 拟大朱雀
拟大朱雀（学名：Carpodacus rubicilloides）为雀科朱雀属的鸟类。分布于塔什干、克什米尔、印度、锡金以及中国大陆的甘肃、青海、四川、云南、西藏等地，主要栖息于高山、冬季下降至2000m 山谷地带、生活在开阔地区的高山草甸和灌丛以及有时也到针阔混交林中。该物种的模式产地在甘肃。

## 亚种
- 拟大朱雀藏南亚种（学名：Carpodacus rubicilloides lucifer）。分布于拉达克至克什米尔以及中国大陆的西藏等地。该物种的模式产地在西藏南部。[3]
- 拟大朱雀指名亚种（学名：Carpodacus rubicilloides rubicilloides）。分布于塔什干、拉达克、克什米尔、锡金以及中国大陆的甘肃、青海、四川、云南、西藏等地。该物种的模式产地在甘肃。[4]